# Leptotes tenuis
Leptotes tenuis es una especie de orquídea epífita de crecimiento cespitoso donde habita en las áreas más secas de la Mata Atlántica en cuatro estados del sudeste de Brasil.

## Descripción
Presenta un rizoma corto y pseudobulbos muy pequeños que se extienden de manera casi imperceptible en una hoja cilíndrica, carnosa, corta y erecta. La inflorescencia es apical y corta, e incluye algunas flores pequeñas y abiertas. Las flores son generalmente de color amarillo-verdoso, con el labio manchado de color púrpura. Los pétalos y sépalos son similares, el labelo es lobulado con los bordes dentados, y tiene garras que se aferran a los lados de columna. Esta es breve y tiene seis polinias de tamaños desiguales, cuatro grandes y dos pequeñas. Las plantas están relacionadas con los géneros Loefgrenianthus, Pseudolaelia y Schomburgkia.
Pertenece al grupo de Leptotes de hojas cortas y flores y más redondeadas y más abiertas, pero más pequeñas. Puede ser reconocida por ser la única especie con sépalos y pétalos de color amarillento o verdoso, además de una fuerte marca púrpura en el centro del labio.

## Sinonimia
- Leptotes minuta (Rolfe) Rolfe 1889
- Tetramicra minuta Rolfe 1889[5]